# Хлебцевич, Юрий Сергеевич
Юрий Сергеевич Хлебцевич (1916—1966) — советский учёный в области ракетной техники, кандидат технических наук. Популяризатор науки и техники, писал статьи и читал лекции.
Им разработаны многие ракетные и космические системы, среди которых система управления антиракетой И-32 и так называемая «танкеткa Хлебцевичa» для исследования Луны.

## Биография
Родился в 1916 году в местечке Черемхово Иркутской губернии в учительской семье.
В 1921 году вся семья переехала в Москву, где Юрий закончил семилетку, ФЗУ и рабфак. До Великой Отечественной войны закончил Московский энергетический институт, с началом войны ушёл в Красную армию, а в 1943 году был отозван в Москву для доработки изобретённого им взрывателя для мин. Проработал десять лет в секретном конструкторском бюро, защитив там кандидатскую диссертацию. В 1953 году Юрий Хлебцевич перешёл на работу в Московский авиационный институт, где он занялся проектами не только того, текущего времени, но и завтрашнего дня.
Умер в 1966 году.